# Michel Périn
Michel Périn (Lavardac, 20 de maig de 1947) va ser un ciclista francès, que fou professional entre 1968 i 1977. Durant la seva carrera destaca una setena posició final al Tour de França de 1973 i la victòria al Gran Premi del cantó d'Argòvia i Le Samyn.

## Palmarès
- 1971
  - 1r al Gran Premi del cantó d'Argòvia
- 1972
  - 1r a Commentry
- 1973
  - 1r a Périgueux
- 1974
  - 1r a Miramont-de-Guyenne
  - 1r a Saussignac
- 1977
  - 1r a Le Samyn

## Resultats al Tour de França
- 1970. 79è de la classificació general
- 1971. 23è de la classificació general
- 1972. 19è de la classificació general
- 1973. 7è de la classificació general
- 1974. 16è de la classificació general
- 1975. Abandona (16a etapa)
- 1976. 40è de la classificació general